# Niels Dall
Niels Dall, född 3 oktober 1984, är en dansk bågskytt. Han deltog vid olympiska sommarspelen 2008.